# Copwatch
Copwatch (o Cop Watch) es una página web de organizaciones activistas tanto en Estados Unidos como en Canadá que se encarga de observar y documentar la actividad policial para intentar evitar signos tanto de falta de ética profesional como de brutalidad policial. Creen que registrando la actividad policial en las calles es una de las formas de evitar la brutalidad policial.
Copwatch se creó en 1990 en Berkeley, California.

## Los métodos de Copwatch
La función de la mayoría de los grupos de Copwatch es el registro de la brutalidad policial. Los "Copwatchers" hacen patrullas tanto a pie como en coches en sus comunidades y graban las interacciones entre la policía y los civiles. Así mismo esperan que el registro de la actividad policial sirva como elemento disuasorio contra la falta de ética profesional en la policía. Algunos grupos también patrullan durante las protestas y manifestaciones para asegurarse de que la policía no viola los derechos de los protestantes. Una organización de Copwatch afirma que no tiene una política de no interferencia  con la policía, a pesar de que esto no ocurre con el resto de las organizaciones. En Phoenix, Arizona, los  copwatchers han incrementado la "contravigilancia" en la policía en un esfuerzo para documentar la discriminacióon racial. 
Creen que la Ley Arizona SB1070, una controvertida ley que permite a la policía interrogar a la gente que pueda ser considerada como inmigrantes ilegales, puede ser un aliciente que incremente la discriminación racial por parte de la policía.
Los grupos de Copwatch también gestionan foros de "Knows Your Rights" (Conoce tus derechos) para recordar a la gente los derechos legales y  humanos a la hora interaccionar con la policía, así como hay otros grupos que organizan eventos para poner en conocimiento los problemas de abusos policiales en sus comunidades.

## Acciones notables

### Asesinato de Kendra James
En 2004, una mujer llamada Kendra James fue brutalmente asesinada por el Oficial de policía de Portland, Oregón Scott McCollister cuando intentaba salir de una parada en el tráfico mientras el Oficial McCollister intentaba sacarla de su vehículo. Justo después de producirse el asesinato, Copwatch ofreció una recompensa a quien entregara una fotografía del Oficial. A continuación produjo y distribuyó pósteres con  It la foto de McCollister y la frase "Huido con asesinato". El autor de un artículo de una editorial en el diario 'Willamette Week' de Portland, Oregóndijo que la opinión de la redacción era que el póster tenía "retórica inflamada" y que podría herir "las relaciones entre la Policía de Portland y la gente a la que sirven", así como para afirmar que los pósteres de las protestas puestos en relación con el capítulo de "Rose City" en Copwatch, estaban destinados a " incrementar la histeria generalizada contra la policía a expensas de las críticas publicadas". Un miembro de Copwatch de Rose City afirma que disparar demeustra una cultura de racismo y brutalidad que realmente existe en el corazón de los cuerpos encargados de mantener el orden. Tiempo después, un jurado no encontró indicios de maldad por parte de McCollister.

### Video de William Cárdenas
El 3 de noviembre de 2006, el grupo CopWatch de Los Ángeles mostró un video que mostraba el arresto de William Cárdenas, a quien la policía describía como " a un conocido miembro de una banda al que habían buscado 
tras ser darse una orden de arresto por tenencia de propiedades robadas". De acuerdo con el informe del arresto, cuando los oficiales intentaron arrestar a Cárdenas cuando bebía, en una acera, una cerveza acompañado por
otros dos individuos, huyó, pero fue cogido y abatido por los oficiales, quienes intentaron esposarlo al tiempo que Cárdenas forcejeaba con los oficiales para evitar ser arrestado.
El video, en el cual se puede ver a Cárdenas luchando para evitar ser esposado, muestra a un oficial golpeándolo repetidamente en la cara mientras intenta juntar sus manos. Los oficiales indicaron la incapacidad de controlar a Cárdenas con spray de pimienta, ya que parecía surtir "poco efecto", y que algunos de los puñetazos se dieron en respuesta al movimiento que Cárdenas realizó a la hora de colocar una mano sobre la pistolera durante el forcejeo. De acuerdo con el informe del arresto, numerosos testigos confirmaron que Cárdenas lanzó golpes contra los oficiales, quienes se vieron obligados a arrestarle cuando sus dos amigos llegaron y pidieron que cesara el forcejeo.
La circulación de este video provocó que todos los medios de comunicación norteamericanos se fijaran en Copwatch, y, a pesar de que el Departamento de Policía de Los Ángeles inició una investigación sobre el uso de la fuerza el mismo día del arresto, produjo una investigación adicional del FBI sobre la conducta de la policía. Sin embargo, un comisionado del Tribunal Supremo estadounidense concluyó que el uso de la fuerza estuvo amparado por la ley debido a que Cárdenas se resistió a su arresto.

## Críticas
La policía ha expresado su preocupación porque los "copwatchers" que graban encuentros policiales es un peligro potencial para la seguridad de los agentes, y que algunas agencias de aplicación de las leyes han respondido a la oleada de vídeo-aficionados instalando cámaras en coches patrulla para proteger a oficiales contra falsas alegaciones. 
Según Tim Dees, administrador del sitio web "Officer.com", Copwatch distribuye selectivamente vídeos y fotografías con el fin de "provocar" incidentes contra las fuerzas de la ley. Se refiere específicamente al vídeo de Cárdenas siendo golpeado por agentes del Departamento de Policía de Los Ángeles. El vídeo, que fue entregado a los medios de comunicación, excluye la persecución a pie y el arresto, mostrando solamente el momento en el que Cárdenas es golpeado; Dees también afirma, al igual que el comisionado al que se refiere el apartado anterior, que los agentes actuaron de ese modo debido a la resistencia que Cárdenas ofreció.